# Штауфенберг (Хесен)
Штауфенберг (њем. Staufenberg) град је у њемачкој савезној држави Хесен. Једно је од 18 општинских средишта округа Гисен. Према процјени из 2010. у граду је живјело 8.144 становника. Посједује регионалну шифру (AGS) 6531017.

## Географски и демографски подаци
Штауфенберг се налази у савезној држави Хесен у округу Гисен. Град се налази на надморској висини од 190 метара. Површина општине износи 28,1 km². У самом граду је, према процјени из 2010. године, живјело 8.144 становника. Просјечна густина становништва износи 290 становника/km².

## Међународна сарадња
| Мјесто | Држава   | Врста сарадње | Од    |
| ------ | -------- | ------------- | ----- |
|        | Чешка    | контакт       | 2000. |
| Тарјан | Мађарска | партнерство   | 1990. |
| Извор  |          |               |       |